# Club Hoquei Gel Barcelona
El Club Hoquei Gel Barcelona va ser un club català d'hoquei sobre gel de la ciutat de Barcelona.

## Història
El club va ser fundat l'any 1979, en uns anys de fort desenvolupament de l'hoquei gel a Catalunya, i immediatament comença a participar en la lliga espanyola. El club no assoleix bons resultats i la temporada 1980-1981 perd la categoria i baixa a segona divisió. La temporada següent, acaba segon just per darrere del CH Boadilla, però la renúncia del FC Barcelona li premeté ascendir de nou a la màxima categoria. El club passa dues noves temporades a primera fins que el 1983-1984 perd per segon cop la categoria. La temporada 1984-1985 es proclama campió de segona, assolint de nou l'ascens. Financerament aclaparat, el club no sobreviurà a la crisi que pateix l'hoquei gel a Espanya i acaba desapareixent aquesta temporada, però el seu lloc el torna a ocupar el FC Barcelona que reactiva la seva secció coincidint amb l'adéu del Gel Barcelona.
Les classificacions del club foren:
- 1979-1980: 8è
- 1980-1981: 8è
- 1981-1982: 2n (2a Divisió)
- 1982-1983: 5è
- 1983-1984: 6è
- 1984-1985: 1r (2a Divisió)
- 1985-1986: desaparició

## Palmarès
- 1 Campionat d'Espanya de Segona Divisió (1985)